# Lisice (budownictwo)

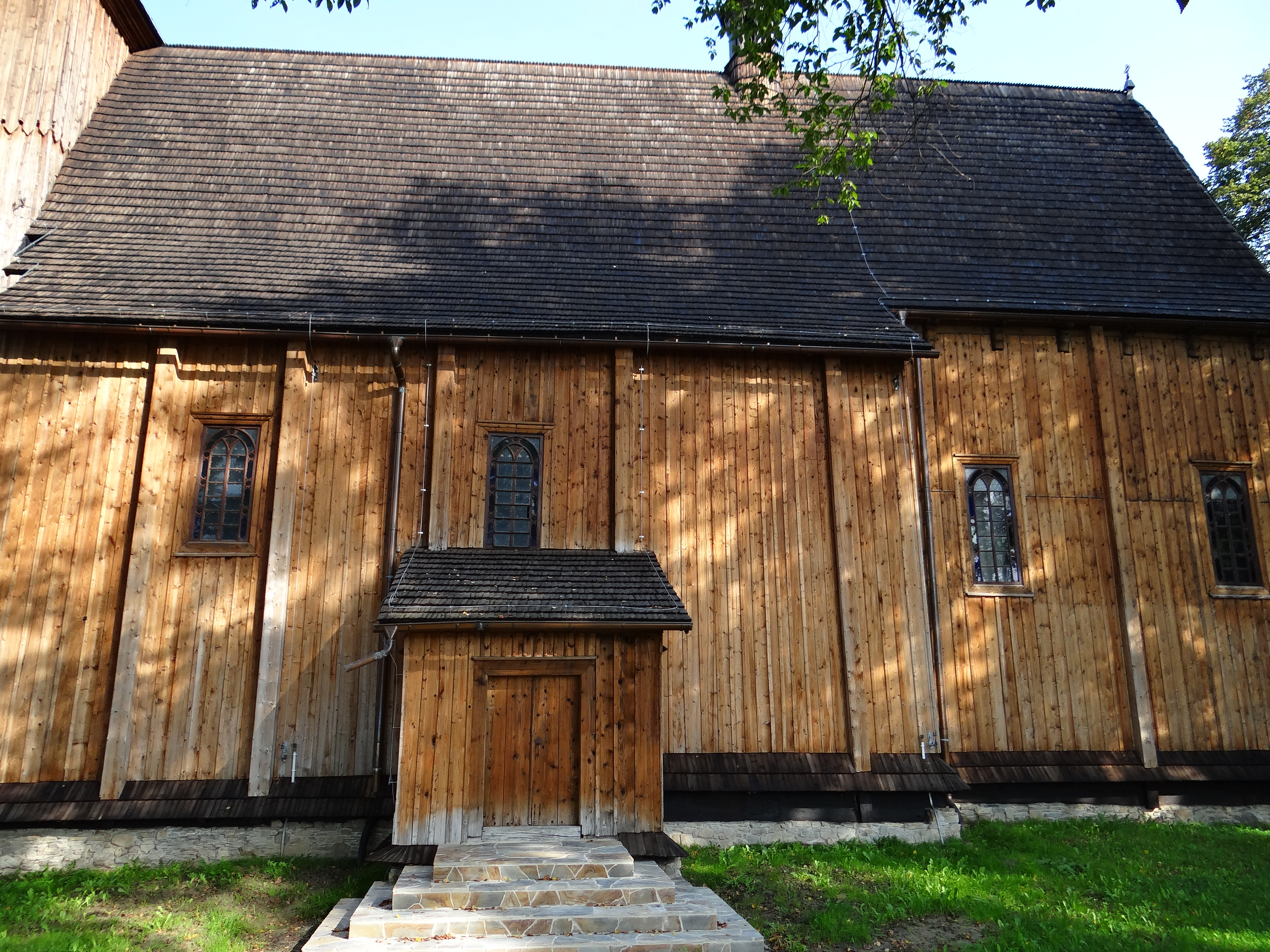
Lisice wzmacniające ściany kościoła w Łękach Górnych

Lisice (budownictwo) – wzmocnienia stosowane w budownictwie drewnianym.
Dwa pionowe elementy zwane też kleszczami  ściągnięte ze sobą śrubami, obejmujące z obu stron ścianę z bali lub sumików. Stosowane jest zazwyczaj jako wtórne wzmocnienie zabezpieczające starszą ścianę przed wyboczeniem.